# Beatrix Krainer
Beatrix Krainer (* 7. August 1979 in Wiener Neustadt) ist eine österreichische Amateur-Langstreckenläuferin und Lauftrainerin.
Sie ist in ihrer Altersklasse mehrfache Landes-, Vizestaats- sowie Staatsmeisterin in Team- und Einzelbewerben. Ihr Marathondebüt gab sie 2013 in Berlin. Sie läuft Wettkämpfe in den Disziplinen 5 km, 10 km, Halbmarathon sowie Marathon.
Beatrix Krainer ist diplomierte Mathematikerin und arbeitet in einer Bank sowie als Mathematiklehrerin in der Erwachsenenbildung.

## Verein
Beatrix Krainer startet für die Laufgemeinschaft Wien LG Wien sowie für Runtasia.

## Persönliche Bestzeiten
- 2,5 km Straßenlauf: 09:28 min, 01.09.2024 St. Pölten[1]
- 5 km Straßenlauf: 18:59 min, 26.09.2021 Tattendorf[2]
- 10 km Straßenlauf Staatsmeisterschaften: 39:38 min, 22.09.2024 Tattendorf[2]
- 33. Frauenlauf 10 km: 39:29 min (PB), 03.10.2021 Wien[3]
- 15 km Straßenlauf: 63:34 min, 26.01.2020 Wien[2]
- Halbmarathon: 1:25:38 h, 21.04.2019, Wien[4]
- Marathon: 3:04:45 h, 07.04.2024, Linz[5]